# Подводные лодки Шильдера
Подводные лодки Шильдера — первые в России цельнометаллические ракетные подводные лодки, сконструированные инженер-генералом Российской Империи К. А. Шильдером в 1830-е годы XIX века. С подводной лодки Шильдера впервые (в присутствии российского императора Николая I) был совершён ракетный пуск из подводного положения.

## Первая подводная лодка Шильдера
Первая подводная лодка Шильдера впервые испытана в 1834 году. Ракетно-минная подводная лодка была задумана генералом Шильдером в конце 1820-х годов, и должна была учесть все недостатки лодок его предшественников: Бушнелла, Дреббеля, Джонюна, Фултона и других, о которых было известно из выпущенных к тому времени сочинений. Строительство первой лодки Шильдера осуществлялось на судоверфи Александровского литейного завода (ныне — «Пролетарский завод») с марта по май 1834 года.
В докладной записке указывается стоимость постройки данной лодки, которая составила 23 448 руб. Лодка имела форму обтекаемого тела длиной около 6 м, шириной 1,5 м и высотой 1,8 м. Водоизмещение составляло 16,4 т. Корпус был изготовлен из листов котельного железа толщиной 4,8—5,0 мм, соединённых клёпкой, и подкреплялся пятью шпангоутами. Это по расчетам автора позволяло погрузиться на глубину 10—12 м — больше, чем это допускала лодка Фультона. В корме находился вертикальный руль закругленной формы, похожий на рыбий хвост. Он поворачивался посредством ручного привода.
Чтобы сделать сей способ грозным орудием для неприятельского флота, необходимо было найти верное средство к подводу мин под неприятельские корабли, стоящие на якоре, или к уловлению их на ходу. Казалось, что устроение подводной лодки и усовершенствование плавания с оною — может решить сию задачу — и я немедленно занялся способами к достижению сей цели. Руководствуясь примерами подводного плавания Бюшнеля, Дреббеля и известного Джонсона и сочинениями Фультона, Мангеера и других, я предположил устроить металлическую лодку, которая по теоретическим соображениям, имея все удобства, указанные упомянутыми примерами, устраняла недостатки, замеченные уже и самими изобретателями»Карл Шильдер. Из докладной записки Военному министру Российской Империи
К концу мая 1834 года лодка была в готова в металле и продемонстрирована Императору, который нашёл нужным доработать судно. 5 июня 1834 года, в целях окончательного снаряжения лодки, Император Николай I санкционировал Шильдеру назначение гвардии инженер-поручика сапёрного батальона Д. П. Щербачева — заведующим механической частью лодки, за вооружение — мину и пороховые ракеты — отвечал подпоручик Санкт-Петербургского ракетного заведения П. П. Ковалевский, гальваническим устройством занимался подпоручик Л. А. Бем, а вентилятор для циркуляции воздуха внутри лодки предоставил генерал-изобретатель А. А. Саблуков. Щербачёв вместе с П. П. Ковалевским разработали специальный станок и ракеты, которые могли запускаться с лодки в надводном и подводном положении с помощью электричества.
Преимуществом лодки было и наличие двух входных рубок-люков высотой 100 см и диаметром 84 см с иллюминаторами, что позволяло использовать судно в том числе и в ветреную погоду и давало возможность ориентироваться. В передней башенке кроме того находился прибор для скрытного наблюдения — «горизонтоскоп» или «оптическая труба», основанная на идеях М. В. Ломоносова и представляющий собой прототип перископа. Такой прибор был применен на практике впервые.
В задней башенке находилась также труба для забора атмосферного воздуха при всплытии, которая была добавлена в конструкцию лодки после первых испытаний. По расчётам Шильдера запаса воздуха в лодке должно было хватить на 10 человек на 10 часов автономии аппарата. Однако на испытаниях было установлено, что реальный запас воздуха — на 8 человек на 6 часов. Поэтому была добавлена воздухозаборная труба. Достаточно было выставить её на поверхность на 3 минуты, чтобы воздуходувный аппарат конструкции генерал-майора А. А. Саблукова полностью обновил воздух в лодке.
Для движения применили оригинальные поворотные складывающиеся гребки, напоминающие утиные лапы. При поступательном движении вперед гребки складывались, а при обратном движении раскрывались, образовывая упор. Каждое такое приспособление приводилось в движение раскачиванием кронштейна привода из внутренней полости подводной лодки. Конструктивно кронштейны приводов были изготовлены таким образом, чтобы не только позволять ПЛ двигаться поступательно, но также и проводить ее подъем и спуск.
Система подъема-спуска первой лодки Шильдера состояла из водяной балластной цистерны и двух глубинных якорей (свинцовых гирь конусообразной формы), массой 1280 кг каждый (по другому источнику — 1280 кг оба вместе). Автономное движение лодки было весьма ограничено: инженерная расчётная скорость предусматривалась до 2 км/ч, реальная же скорость подводного хода лодки на испытаниях составила порядка 0,67—0,75 км/ч (по разн. ист. цифры различаются). Для движения в надводном положении предусматривалась съёмная мачта с парусами. Перемещение судна на дальние расстояния осуществлялось с помощью парохода «Отважность», представлявшего собой паровую плавбазу, которая могла транспортировать подлодку к месту боевого применения и также, как и лодка была вооружена ракетными установками.

### Вооружение
Вооружение лодки состояло из пороховой мины и шести пороховых ракет. Мина, представлявшая собой сосуд с 16 кг пороха, крепилась к гарпунному наконечнику (прообраз шестового устройства минных катеров). От мины к лодке, в которой находилась гальваническая батарея, шёл специальный провод. Для поражения корабля противника требовалось пробить этим наконечником борт неприятельского судна, после чего лодка отходя задним ходом раскручивала провод. Взрыв осуществлялся при отходе лодки на безопасное расстояние.
Ракеты калибра 102 мм размещались в специальных трубах. На каждом борту подлодки располагалось по 3 такие трубы. Трубы закрывались пробками с резиновыми колпаками. При стрельбе они выбивались ракетами. Стрельба ракетами могла вестись как в надводном, так и в подводном положениях.

### Испытания
Первые испытания состоялись 29 августа 1834 года на 40-й версте Шлиссельбургского тракта. На испытаниях присутствовал Император Николай I. Экипаж из 8 человек под командованием мичмана Ростислава Николаевича Жмелёва (вошедшего в историю как первый офицер-подводник Российского флота) продемонстрировал возможности и динамические характеристики лодки. Субмарина делала маневры в подводном состоянии, проводила плановые остановки. Конструктор получил дополнительные ассигнования для проектирования нового подводного судна.

## Вторая подводная лодка Шильдера
Вторая подводная лодка Шильдера отличалась от первой несколько меньшими габаритами, входными башнями-люками неравной высоты (и рядом технических усовершенствований. Строительство и вооружение её производилось с 1835 по 1838 годы.

### Вооружение
Вооружение второй лодки было аналогично вооружению первой: шесть пороховых ракет и гарпунно-гальваническая пороховая мина. Ракеты не отличались, а вот минный механизм был новой конструкции: вместо копьевидного «носа», которым судно должно было прокалывать борт вражеского корабля для установки мины, на второй подложке Шильдера применили сменный гарпун с миной, который вставлялся в удлинённый бушприт. Подходя к кораблю, лодка пробивала гарпуном бушприта борт корабля и, оставляя в нём гарпун с миной, отходила на безопасное расстояние. После этого с помощью электрозапала проводился подрыв боеприпаса по проводам.

### Испытания
Первое испытание второй подлодки Шидлера прошло 24 июля 1838 г на рейде Кронштадта. В присутствии Императора подводная лодка успешно осуществила подрыв макета судна гарпунной миной и пуски пороховых ракет из подводного положения. К сожалению, скорость самостоятельного движения у неё оказалась ещё меньше, чем у первой подлодки — на испытаниях она показала всего 0,6 км/ч. Результатом испытаний стало Высочайшее одобрение проекта и выделение новых сумм денег на его усовершенствование, доработку и обкатку. Для изучения всех новаций и рацпредложений, а также изобретений К. А. Шильдера в военном и морском деле в 1839 г. был организован «Комитет о подводных опытах») из числа сотрудников инженерного и военно-морского ведомства Российской империи. В него входили генералы Шильдер, Саблуков, Витовтов, контр-адмирал Казин, инженер-полковники Внуков и Соболевский, контр-адмирал Павел Чистяков, ученый-электротехник профессор Борис Семенович Якоби.
23-25 сентября 1840 года на фарватере Невки между Петровским и Крестовским островами прошли последние испытания второй подводной лодки Шильдера. Лодка была погружена до самого дна реки. Через 3 часа она благополучно всплыла. 8 человек команды «стеснения воздуха не чувствовали». Дальнейшие испытания проходили в Кронштадте по программе, составленной Шильдером и одобренной Комитетом. На следующий день лодку нагрузили дополнительным балластом, затем с помощью гирь-якорей, впуска-выпуска воды в балластной цистерне и архимедова винта лодка погружалась и всплывала. 25 сентября лодка погрузилась с помощью балласта, башни возвышались на 1 фут над поверхностью воды. Сам Шильдер управлял движением лодки по курсу и перекладкой рулей с катера через переговорную трубу, один конец которой входил в лодку, а другой, в виде рупора, находился у него в руках. Подводная лодка за 35 минут прошла 183 сажени, после чего один из гребков «утиная лапа» сломался, и субмарина была отбуксирована к пристани.

## Третья подводная лодка Шильдера
Про третью подводную лодку Шильдера к настоящему времени сохранилось очень мало информации. Известно лишь, что она была построена (также на Александровском заводе), и на ней производились испытания нового типа двигателя: «водогон Саблукова» — водометный движитель с приводом от ручного гидравлического насоса. Однако результаты испытаний не сохранились.

## Закрытие проекта
8 октября 1841 г. в ответ на заключение «Комитета о подводных опытах» о слабой целесообразности испытанных субмарин, Военный министр А. И. Чернышёв наложил резолюцию за № 949 от 9 октября 1841 года: «Высочайше повелено дальнейшие опыты над подводною лодкой прекратить и вместе с тем обратить особенное внимание на усовершенствование подводных мин и действие ракет». Работы были остановлены, сама подлодка была передана в личное имущество её изобретателю. Шесть лет субмарина находилась у Петровского острова, близ дома генерала. Карл Шильдер проводил с ней какие-то опыты, однако в 1847 году, не имея более сил и средств на оные, разобрал субмарину и продал на металлолом. А в 1853 году началась Крымская война, и генерал Карл Шильдер вернулся в армию для продолжения воинской службы.
В 1857 году в «Морском сборнике» командир Петербургского ракетного завода, генерал-лейтенант К. И. Константинов опубликовал работу с анализом всех предложений, связанных с подводным плаванием, в которой рассматривал и подводный ракетоносец К. А. Шильдера.